# Lamécourt
Lamécourt – miejscowość i gmina we Francji, w regionie Hauts-de-France, w departamencie Oise.
Według danych na rok 1990 gminę zamieszkiwały 172 osoby, a gęstość zaludnienia wynosiła 50 osób/km² (wśród 2293 gmin Pikardii Lamécourt plasuje się na 825. miejscu pod względem liczby ludności, natomiast pod względem powierzchni na miejscu 1018.).